# Pericopsis mooniana
Pericopsis mooniana é uma espécie vegetal da família Fabaceae.
Pode ser encontrada nos seguintes países: Indonésia, Malásia, Micronésia, Palau, Papua-Nova Guiné, Filipinas e Sri Lanka.
Está ameaçada por perda de habitat.